# Vågarna, Härjedalen
Vågarna är en sjö i Härjedalens kommun i Härjedalen och ingår i Ljusnans huvudavrinningsområde. Sjön har en area på 0,304 kvadratkilometer och ligger 403 meter över havet.

## Delavrinningsområde
Vågarna ingår i det delavrinningsområde (692422-138933) som SMHI kallar för Utloppet av Vågarna. Medelhöjden är 448 meter över havet och ytan är 3,04 kvadratkilometer. Det finns inga avrinningsområden uppströms utan avrinningsområdet är högsta punkten. Vattendraget som avvattnar avrinningsområdet har biflödesordning 2, vilket innebär att vattnet flödar genom totalt 2 vattendrag innan det når havet efter 309 kilometer. Avrinningsområdet består mestadels av skog (80 procent). Avrinningsområdet har 0,3 kvadratkilometer vattenytor vilket ger det en sjöprocent på 9,8 procent.